# PFK UkrAhroKom Holovkivka
PFK UkrAhroKom Holovkivka (ukrajinsky: Професіональний футбольний клуб «УкрАгроКом» Головківка) byl ukrajinský fotbalový klub sídlící ve vesnici Holovkivka. Klub byl založen v roce 2008, zanikl v roce 2014 sloučením do FK Oleksandrija.
Své domácí zápasy odehrával klub na stadionu Holovkivskyj s kapacitou 500 diváků.

## Umístění v jednotlivých sezonách
Zdroj: 
Legenda: Z - zápasy, V - výhry, R - remízy, P - porážky, VG - vstřelené góly, OG - obdržené góly, +/- - rozdíl skóre, B - body, červené podbarvení - sestup, zelené podbarvení - postup, fialové podbarvení - reorganizace, změna skupiny či soutěže
| Ukrajina (2010 – 2014) |                    |        |    |    |   |    |    |    |     |    |        |
| Sezóny                 | Liga               | Úroveň | Z  | V  | R | P  | VG | OG | +/- | B  | Pozice |
| 2010                   | AAFU – sk. II      | 4      | 6  | 2  | 1 | 3  | 7  | 14 | -7  | 7  | 3.     |
| 2011                   | AAFU – sk. II      | 4      | 10 | 5  | 0 | 5  | 20 | 12 | +8  | 15 | 4.     |
| 2011/12                | Druha liha – sk. A | 3      | 26 | 14 | 6 | 6  | 43 | 25 | +18 | 36 | 5.     |
| 2012/13                | Druha liha – sk. B | 3      | 24 | 15 | 5 | 4  | 38 | 17 | +21 | 50 | 1.     |
| 2012/13                | Druha liha – sk. 2 | 3      | 34 | 20 | 7 | 7  | 51 | 25 | +26 | 67 | 1.     |
| 2013/14                | Perša liha         | 2      | 30 | 11 | 9 | 10 | 27 | 27 | 0   | 42 | 8.     |